# 番跃平
番跃平（1963年3月—），男，景颇族，云南盈江人，中华人民共和国政治人物，中国共产党党员，第十三届全国人民代表大会云南省代表。

## 生平
2018年，番跃平被选为云南省出席第十三届全国人民代表大会代表。